# استان باتامبانگ
استان باتامبانگ (به لاتین: Battambang Province) یک منطقهٔ مسکونی در کامبوج است که در کامبوج واقع شده‌است. استان باتامبانگ ۱۱٬۷۰۲ کیلومتر مربع مساحت دارد.